# Honda Civic (1972)
La prima serie della Honda Civic, autovettura berlina della Honda di classe media, è stata presentata nel 1972 ed è rimasta in produzione per sette anni fino al 1979.

## Il contesto

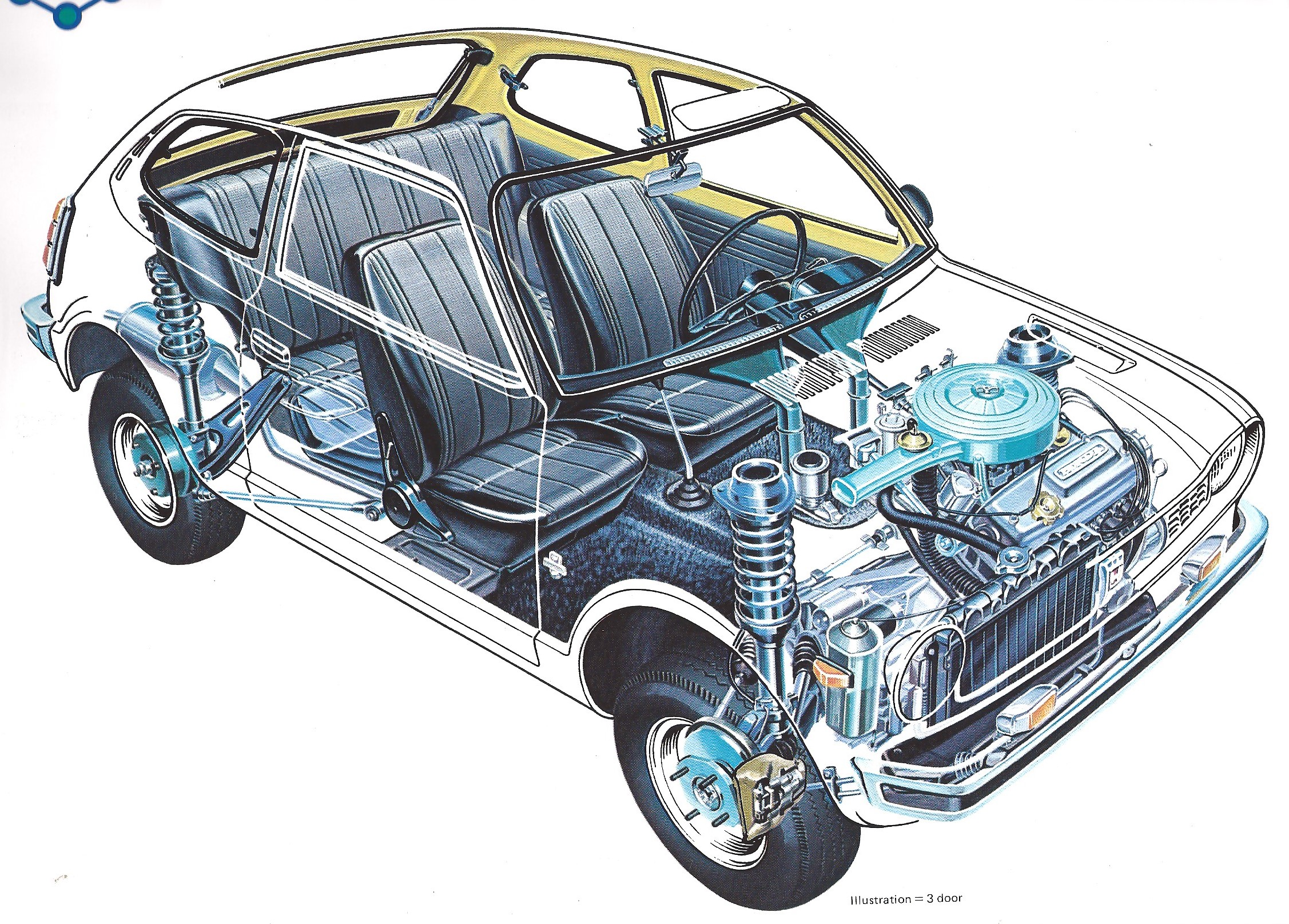
Meccanica della Civic

La prima Honda Civic nacque in un periodo contrassegnato, per il Giappone, da un intenso sviluppo economico. Eventi di importanza internazionale quali l'Osaka Expo del 1970 e i Sapporo Winter Olympic Games del 1972 spinsero il Paese verso una urbanizzazione più intensa alla quale non si sottrasse l'automobile, la quale assunse, in quegli anni, il ruolo a noi sempre più noto di mezzo di trasporto di massa.
Fino ad allora specializzata in auto sportive, Honda decise di adeguarsi al nuovo panorama economico-sociale che andava delineandosi, puntando sulla progettazione di un'auto compatta che potesse rispondere alle esigenze della clientela giapponese e anche straniera.
La nuova utilitaria portò in dote una meccanica inedita e assolutamente distante dalle altre auto compatte nipponiche dell'epoca: in un periodo in cui le auto di bassa gamma erano contraddistinte da una carrozzeria a tre volumi, motore anteriore e trazione posteriore, la Honda Civic si presentò come una due volumi a trazione anteriore e motore anteriore trasversale, ricalcando il concetto di utilitaria così come espresso nella vecchia Europa.

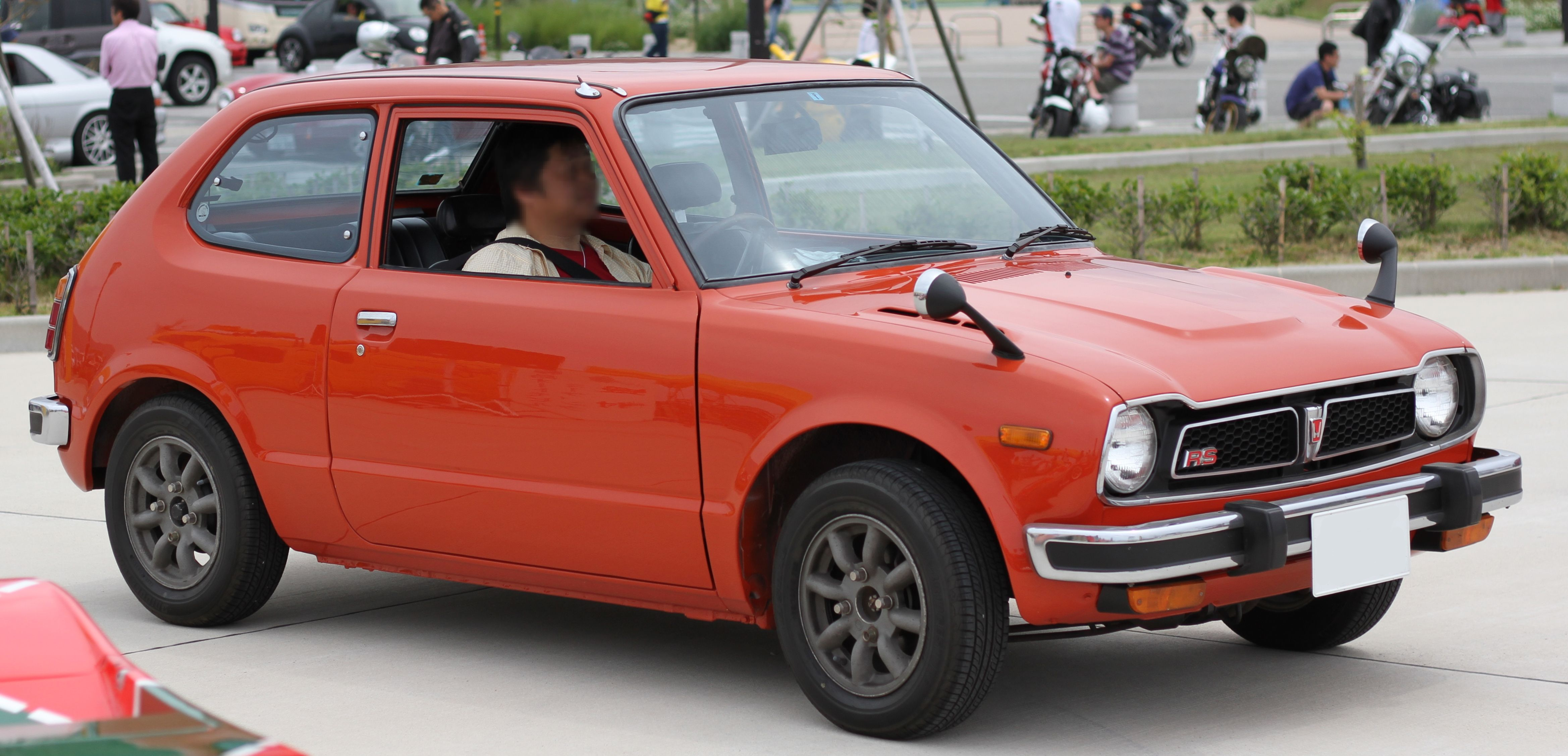
Honda Civic RS

Il periodo di gestazione fu incredibilmente breve (considerando l'era in cui non esistevano la progettazione virtuale e l'analisi computerizzata): nell'arco di due anni (dal 1970 al 1972) si passò dal foglio bianco alla commercializzazione della vettura. Il debutto è datato luglio 1972 per la versione a 2 porte, seguita dalla versione 3 porte a settembre. La prima generazione della Honda Civic vinse il "Car of the Year Japan Award" per ben tre anni, dal 1972 al 1974, e conquistò il terzo posto del "Car of the Year Europe Award" nel 1973.
Nel 1973 venne lanciata la versione RS della Civic. Era equipaggiata con un propulsore EB1 da 70 CV di potenza dotato di due carburatori Keihin. Le sospensioni erano più rigide rispetto  al modello base per aumentare la sportività del mezzo. Esteticamente presentava un nuovo paraurti e nuovi specchietti retrovisori posti accanto al cofano motore. Gli interni erano in vinile e pelle con volante e manopola del cambio in legno.

## Motorizzazioni
La Civic si presenta al lancio con un motore 4 cilindri in linea di 1169 cm³ costruito interamente in alluminio (eccetto le camicie dei cilindri prodotte in ghisa). Il condotto di aspirazione è posto sul retro del motore, mentre lo scarico è posto anteriormente. Tale unità poteva essere accoppiata a un cambio manuale a 4 marce o al cambio automatico Hondamatic a due marce.

Nel corso degli anni questo motore ha subito diverse modifiche che lo hanno portato ad avere cilindrate lievemente maggiori e migliori prestazioni.

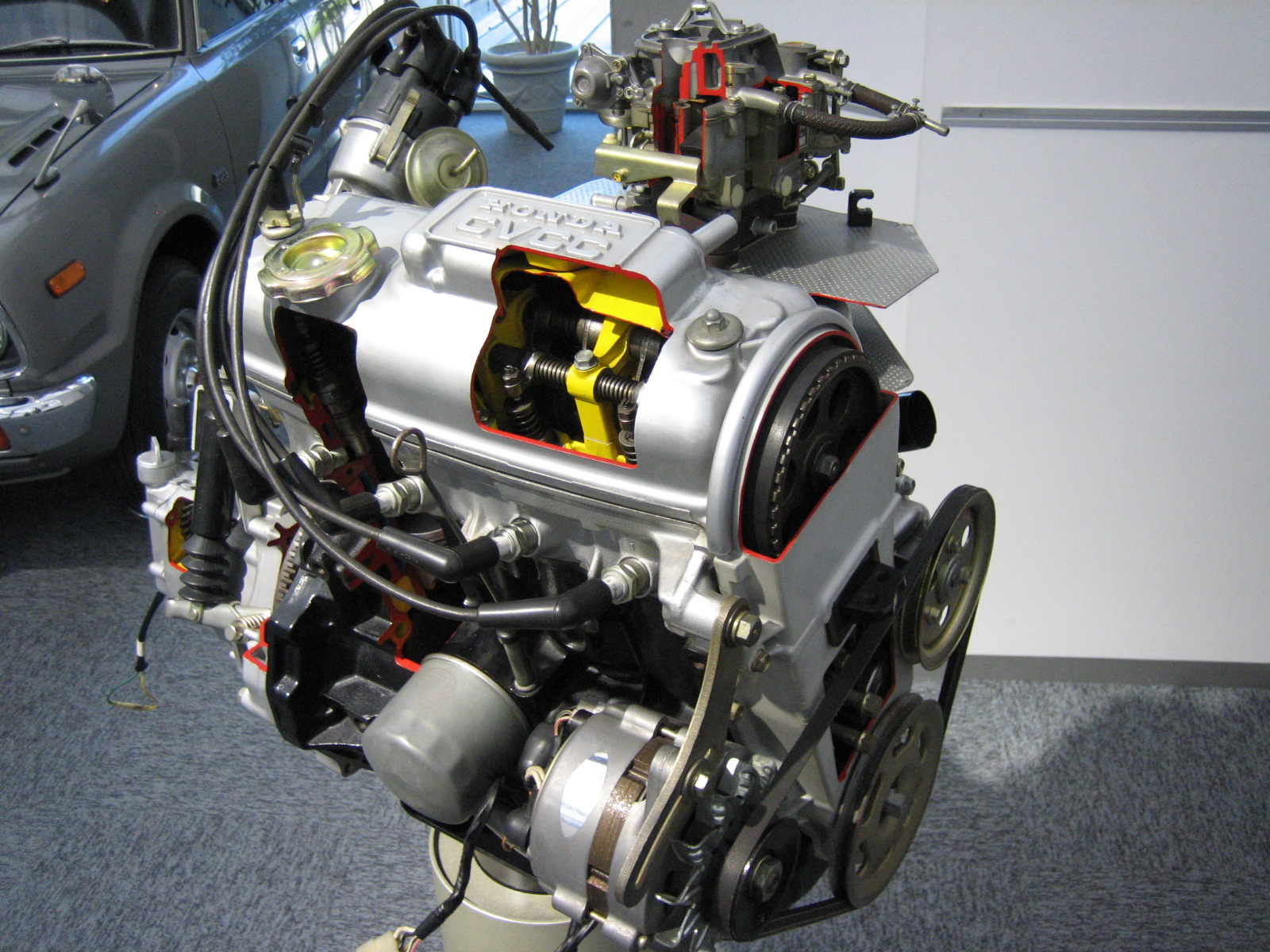
Motore Honda CVCC

A partire dal 1975, la Civic viene equipaggiata con un motore da 1,5 litri con tecnologia CVCC (Compound Vortex Controlled Combustion), la soluzione ecologica che permetteva l'uso di miscele povere.
Il sistema consisteva prevalentemente in un condotto di aspirazione sdoppiato: il primo, di dimensioni maggiori, immetteva direttamente in camera di combustione una miscela magra, mentre il secondo, di dimensioni inferiori, immetteva miscela stechiometrica (o lievemente grassa) all'interno di una precamera in cui era posizionata anche la candela di accensione. Al momento dello "scoppio", l'accensione della miscela era favorita dalla miscela "ricca" posta nelle vicinanze della candela, mentre la miscela magra posta a distanza maggiore permetteva di mantenere bassi i consumi e le emissioni di anidride carbonica. Un sistema di ricircolazione dei gas combusti permetteva di mantenere bassi anche i livelli degli NOx.

## Riepilogo versioni
| Modello          | Motore | Cilindrata cm³ | Potenza                    | Coppia                          |
| 1200 (1973)      | EB1    | 1.169          | 37,5 kW (51 CV) @5.000 RPM | 79.9 Nm (8,1 kgm) @3.000 RPM    |
| 1200 (1974)      | EB2    | 1.237          | 38,8 kW (53 CV) @5.000 RPM | 81,9 N·m (8,3 kgm) @4.000 RPM   |
| 1200 (1977)      | EB2    | 1.237          | 38,8 kW (53 CV) @5.000 RPM | 88,0 N·m (9,0 kgm) @2.000 RPM   |
| 1200 (1978)      | EB3    | 1.237          | 38,8 kW (53 CV) @5.000 RPM | 90,7 N·m (9,2 kgm) @2.000 RPM   |
| 1500 CVCC (1975) | ED1    | 1.488          | 39,7 kW (54 CV) @5.000 RPM | 92,1 N·m (9,4 kgm) @3.000 RPM   |
| 1500 CVCC (1976) | ED1    | 1.488          | 44,9 kW (61 CV) @5.000 RPM | 102,9 N·m (10,5 kgm) @3.000 RPM |
| 1500 CVCC (1978) | ED1    | 1.488          | 47,1 kW (64 CV) @5.000 RPM | 104,3 N·m (10,6 kgm) @3.000 RPM |